# Johann Rudolf Weber
Johann Rudolf Weber (* 23. September 1819 in Wetzikon; † 22. September 1875 in Beatenberg) war ein Schweizer Musikpädagoge und Komponist. Er gilt als «Sängerväter» des Kantons Bern.

## Biografie
Johann Rudolf Weber wurde früh durch den Wetziker Dorfpfarrer Hans Konrad Nägeli musikalisch gefördert. 1832 wurde er durch Vermittlung des Pfarrers Schüler bei dessen Bruder in Zürich, dem berühmten Komponisten Hans Georg Nägeli, und kam so in Berührung mit der Wetziker Schule, deren Ideen er künftig verbreitete. 1835 trat er ins Zürcherische Lehrerseminar unter Ignaz Thomas Scherr ein. Nach absolvierter Ausbildung lernte er während seiner ersten Anstellung in Hirslanden seine künftige Gattin Anna Maria Hottinger kennen, mit ihr hatte er zwei Söhne: Gustav und Oskar.
Dank eines staatlichen Stipendiums konnte sich Weber in Deutschland weiterbilden, u. a. bei Friedrich Silcher in Tübingen und bei Johann Georg Frech am Schullehrerseminar Esslingen. Der Züriputsch verhinderte 1839 eine Rückkehr nach Zürich, sodass sich Weber im Kanton Bern niederliess. In Wangen an der Aare lernte er den Seminardirektor Karl Rikli kennen, der ihm 1842 eine Anstellung am Bernischen Lehrerseminar in der Johanniterkommende Münchenbuchsee ermöglichte. Daneben gab er Gesangsunterricht am Lehrerinnenseminar in Hindelbank. 1848 wurde er Präsident des Bernischen Kantonalgesangvereins und veröffentlichte ein Schulgesangbuch samt Gesanglehre.
Mit dem politischen Umschwung durch die 1850 neugewählte konservative Regierung wurde Weber in Münchenbuchsee entlassen. Er zog nach Bern und gründete eine Musikschule, die 1858 zur Gründung der Musikschule Konservatorium Bern führte. 1860 kehrte er ans Lehrerseminar in Münchenbuchsee zurück, blieb aber in Bern wohnhaft. Im gleichen Jahr wurde er Präsident der Musikkommission des Eidgenössischen Sängervereins und 1861 erster Redaktor des Schweizerischen Sängerblatts, das er als Präsident des kantonalbernischen Verbands initiiert hatte. Bis 1872 wirkte er als Jurypräsident an fünf eidgenössischen Sängerfesten und verfasste die Gesanglehrmittel für die bernische Volksschule, die später in weiteren Kantonen (Zürich, St. Gallen, Appenzell, Aargau, Solothurn, Thurgau und Schaffhausen) übernommen wurden.
1875 zwangen Weber gesundheitliche Beschwerden zum Rücktritt von allen Ämtern. Nach einem kurzen Aufenthalt auf Schloss Brestenberg verstarb er während einer Kur auf dem Beatenberg kurz vor seinem 56. Geburtstag. Seine Vertonung des Schweizerheimwehs (Es lebt in jeder Schweizerbrust) von Leonhard Widmer ist bis heute ein bekanntes Chorlied. Die Weberstrasse in Bern ist seit 1916 nach Johann Rudolf Weber benannt.